# Михедовичи
Михедовичи (бел. Міхедавічы; до 2009 — Мехедовичи) — деревня в Бабуничском сельсовете Петриковского района Гомельской области Беларуси.
На востоке, севере и западе граничит с лесом.

## География

### Расположение
В 29 км на северо-запад от Петрикова, 16 км от железнодорожной станции Муляровка (на линии Лунинец — Калинковичи), 192 км от Гомеля.

### Гидрография
На юге мелиоративные каналы. В 0,3 км от деревни расположено водохранилище Михедовичи (на Михедово-Грабовском канале).

## Топонимика
Решением Петриковского районного Совета депутатов от 15 декабря 2009 года № 149 "О переименовании сельских населённых пунктов Петриковского района" деревня Мехедовичи переименована в деревню Михедовичи.

## Транспортная сеть
Транспортные связи по просёлочной, затем автомобильной дороге Лунинец — Калинковичи. Планировка состоит из прямолинейной, почти меридиональной улицы, к которой с запада присоединяется прямолинейная улица с широтной ориентацией, на их пересечении создана площадь. На востоке и западе от главной улицы — небольшие обособленные участки застройки. Жилые дома деревянные, усадебного типа.

## История
Первое письменное упоминание о деревне относится к 1447 году. На карте 1560 года деревенские земли отнесенный к великокняжеским. По инвентарю 1700 года 5 длительных и 2 пустые службы. Сохранились свидетельства о уточнении границ между деревней Михедовичи и соседними селениями, которое проводилась в 1769 году.
После 2-го раздела Речи Посполитой (1793 год) в составе Российской империи. В 1795 году владение Ходкевичей. В 1811 году центр одноимённого поместья, хозяин которого дворянин Бискупский в 1858 году владел 1734 десятинами земли, помещик Измайльский в 1876 году 2528 десятинами земли. Обозначена на карте 1866 года, которая использовалась Западной мелиоративной экспедицией, работавшей в этих местах в 1890-е годы. Согласно переписи 1897 года действовали: в деревне Михедовичи-1 хлебозапасный магазин, в Михедовичи-2 (она же Сосолы) церковь, хлебозапасный магазин. Рядом находился одноимённый фольварк. В 1910 году открыта школа в деревне Михедовичи-1, а в 1923 году начала работать школа и в деревне Михедовичи-2. Размещались школы в наёмных крестьянских домах.
В результате погрома, учинённого 8 ноября 1920 года легионерами С. Н. Булак-Балаховича, погибли 16 жителей. В скором времени 2 деревни и застенок были объединены в один населённый пункт — Михедовичи. В 1930 году организован колхоз. Во время Великой Отечественной войны в июле 1943 года оккупанты полностью сожгли деревню и убили 90 жителей. На фронтах и в партизанской борьбе погибли 105 земляков, в память о них в 1974 году около здания школы установлена скульптура солдата. Согласно переписи 1959 года в составе совхоза «Заветы Ильича» (центр — деревня Бабуничи). Действуют отделение связи, Дом культуры, 9-летняя школа, библиотека, фельдшерско-акушерский пункт, детские ясли-сад.

## Население

### Численность
- 2004 год — 255 хозяйств, 558 жителей.

### Динамика
- 1447 год — 14 жителей.
- 1795 год — 21 двор.
- 1811 год — 30 дворов.
- 1885 год — 40 дворов, 324 жителя.
- 1897 год — в деревне Михедовичи-1 57 дворов, 351 житель; в Михедовичи-2 (она же Сосолы), 28 дворов, 189 жителей; в фольварке 99 жителей (согласно переписи).
- 1908 год — 116 дворов, 766 жителей; в застенке 36 дворов, 230 жителей.
- 1917 год — в деревне Михедовичи-1 — 614 жителей, в деревне Михедовичи-2 — 262 жителя, в застенке — 267 жителей.
- 1921 год — в деревнях и застенке 235 дворов, 1172 жителя.
- 1940 год — 340 дворов, 1290 жителей.
- 1959 год — 994 жителя (согласно переписи).
- 2004 год — 255 хозяйств, 558 жителей.